# Starship Troopers - L'invasione
Starship Troopers - L'invasione (スターシップ・トゥルーパーズ インベイジョン?) è un film d'animazione del 2012 diretto da Shinji Aramaki.
Pellicola realizzata in CGI, distribuita direttamente per il mercato home video, quarto capitolo del franchise iniziato con Starship Troopers di Paul Verhoeven, al quale sono seguiti Starship Troopers 2 - Eroi della federazione e Starship Troopers 3 - L'arma segreta.
Edward Neumeier e Casper Van Dien sono i produttori esecutivi del lungometraggio.

## Trama
Carl Jenkins, ora ministro del Paranormal Warfare, requisisce l'astronave John A. Worden togliendo il comando al capitano Carmen Ibanez. A causa di ciò l'equipaggio è costretto a trasferirsi sulla Alesia. Successivamente i collegamenti tra la Terra e l'astronave John A. Warden si interrompono: il generale Johnny Rico ordina all'Alesia di riacquisire il controllo dell'astronave, ma i soldati vogliono che a guidarli sia Henry Varro (detto Hero), arrestato precedentemente per insubordinazione, dopo aver contestato i piani di Jenkins. Arrivati sulla John A. Warden, si scopre che gli insetti alieni hanno sterminato l'equipaggio, ad eccezione di Jenkins, il quale aveva catturato una regina degli insetti conducendo su di essa esperimenti. La regina, liberatasi, aveva preso il controllo dell'astronave. La regina, dopo aver distrutto l'Alesia, dirige la John A. Warden contro la Terra portando su di essa l'invasione aliena. A nulla sembrano servire le azioni dei soldati a bordo che tentano in ogni modo di uccidere la regina. Una squadra di recupero raggiunge l'astronave, nel frattempo atterrata fortunosamente sulla Terra. L'esfiltrazione dei sopravvissuti riesce in extremis grazie a Jenkins, che ha acquisito il controllo telepatico di alcuni insetti, del generale Rico che guida la squadra di recupero e grazie all'eroico sacrificio di Hero e di gran parte dei suoi uomini. Gli esperimenti di Jenkins sul controllo telepatico degli insetti alieni si rileveranno utili nella guerra contro di essi.